# Lagrange-Preis der CRT-Stiftung
Der Lagrange-Preis der CRT-Stiftung (italienisch Premio Lagrange Fondazione CRT, englisch Lagrange-CRT Foundation Prize), benannt nach Joseph-Louis Lagrange, ist eine von der Stiftung der Cassa di Risparmio di Torino (CRT) verliehene und vom Institute for Scientific Interchange (ISI) wissenschaftlich begleitete Auszeichnung für herausragende Leistungen in Komplexitätstheorie. Dieser internationale und interdisziplinäre Preis wird jedes Jahr in Turin an Wissenschaftler vergeben, die nicht älter als 50 Jahre sind. Die erste Preisverleihung fand 2008 statt. Das Preisgeld beträgt 50.000 Euro.

## Preisträger
- 2008 Yakov G. Sinai und W. Brian Arthur
- 2009 Giorgio Parisi
- 2010 James Collins
- 2011 Albert-László Barabási
- 2012 Lada Adamic und Xavier Gabaix
- 2013 Duncan J. Watts
- 2014 Mark Newman
- 2015 Panos Ipeirotis und Jure Leskovec
- 2016 John Brownstein
- 2017 Danielle S. Bassett
- 2018 César Hidalgo
- 2019 Iain Couzin und David Gruber
- 2020 Sonderpreis: COVID-19-Forscherinnen und -Forscher am Institute for Scientific Interchange
- 2023 Tina Eliassi-Rad
- 2024 Marta C. González